# Балтистан Пік
Балтистан Пік (Baltistan Peak, або K6) — вершина в групі Машербрум, частина Каракоруму. К6 є найвищою вершиною в регіоні льодовика Чаракус. Через цей льодовик можливо вийти до північної стіни К6. За висотою ця вершина є 89-ю у світі.
Перше сходження відбулося в 1970 р. Авторами його є члени австрійської експедиції: von der Hecken, G. Haberl, E. Koblmüller, G. Pressl.

## Ресурси Інтернету
- Himalayan Index [Архівовано 17 липня 2017 у Wayback Machine.]
- The ascent of K6, Eduard Korbmüller [Архівовано 6 грудня 2020 у Wayback Machine.]